# Tinus Osterholt

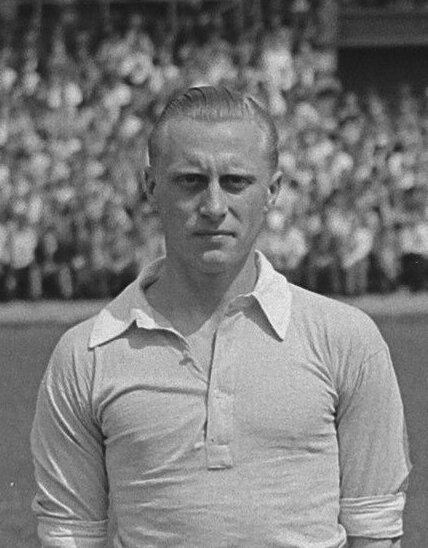
Tinus Osterholt (1952)

Tinus Johannes Osterholt (* 17. November 1928 in Schiedam; † 15. Mai 2016) war ein niederländischer Fußballspieler.

## Karriere und Leben
Osterholt begann seine Karriere als Zwölfjähriger bei Hermes DVS in seiner Heimatstadt Schiedam. Nach Stationen bei BVC Rotterdam und Holland Sport spielte er von 1955 bis 1959 beim Erstligisten Feijenoord in Rotterdam, für den er in seinen 93 Ligaeinsätzen zwei Tore sowie in 13 Pokalspielen einen weiteren Treffer erzielte. Während er zunächst als linker Verteidiger spielte, wurde er später vor allem im Mittelfeld auf Halblinks eingesetzt. In dieser Zeit gehörte er dem erweiterten Kader der Nationalmannschaft an, kam jedoch im Gegensatz zu seinen Mannschaftskameraden Aad Bak, Cor van der Gijp, Henk Schouten oder Coen Moulijn in der Elftal nicht zum Einsatz. Nach vier Spielzeiten bei Feijenoord wechselte er nach Leeuwarden zum Vorgängerverein des heutigen SC Cambuur. Später arbeitete er als Trainer in Piershil. Neben dem Fußball ging er 42 Jahre lang seinem Beruf als Mechaniker bei Wilton-Fijenoord nach.
Osterholt starb mit 87 Jahren am Pfingstsonntag 2016 nach einer Operation, bei der ihm ein Herzschrittmacher eingesetzt worden war.